# أنيا فيشتيل
أنيا فيشتيل موريتز (من مواليد 17 أغسطس 1968) هي مبارزة ألمانية. في الألعاب الأولمبية الصيفية لعام 1988 في سول، فازت في منافسات الفردي والجماعي، وفازت بالمسابقة الفردية لبطولة العالم في عامي 1986 و1990. فازت ببطولة العالم في 1985، 1989، 1993 كعضو في المنتخب الألماني الوطني والثانية في منافسات الفرق في الألعاب الأولمبية الصيفية 1992. من 1986 حتى 1996 حملت فيشتيل لقب بطلة ألمانيا.